# Slippery People
Slippery People is een nummer van de Amerikaanse band Talking Heads. Het nummer verscheen op hun album Speaking in Tongues uit 1983. In 1984 verscheen een liveversie van het nummer op het album Stop Making Sense. In oktober van dat jaar werd het uitgebracht als de eerste single van dit album.

## Achtergrond
Zanger David Byrne laat in het nummer "Slippery People" de radio- en televisiedominee, die voorkwam in de single "Once in a Lifetime" uit 1981, terugkeren. Hij zingt het nummer als dit personage, die een vraag-en-antwoordspel opzet met het achtergrondkoor, dat lijkt te zijn geïnspireerd door gospelmuziek. Tevens werd er een 12"-danceversie van het nummer gemaakt om te laten draaien in clubs. Hiervoor werden opnames van het nummer gebruikt die niet in de albumversie terechtkwamen.
De studioversie van "Slippery People" werd nooit uitgebracht op single, maar een liveversie, die tijdens de tournee voor het album Speaking in Tongues werd opgenomen, werd in 1984 wel uitgebracht als de leadsingle van het livealbum Stop Making Sense. Oorspronkelijk zou het nummer alleen in de gelijknamige, bijbehorende film te horen zijn, maar uiteindelijk kwam het toch op het album terecht, in plaats van de nummers This Must Be the Place (Naive Melody) en Crosseyed and Painless. In de film worden de eerste zes nummers gebruikt om het decor op te bouwen; zo wordt er tijdens "Slippery People" (het vijfde nummer in de film, maar het derde nummer op het bijbehorende album) een zwart achterdoek neergelaten.
De liveversie van "Slippery People" werd alleen een grote hit in Nederland en Vlaanderen; zo behaalde het de zevende plaats in de Nederlandse Top 40, terwijl in de Vlaamse Ultratop 50 een zestiende plaats behaalde. In het Verenigd Koninkrijk piekte het nog wel op de 68e plaats. In 1984 werd er een cover van het nummer uitgebracht door The Staple Singers op hun album Turning Point, dat hun laatste hit in de Amerikaanse hitlijsten bleek te zijn. Byrne was op deze versie te horen op gitaar. Deze cover kwam tot stand via producer Gary Goetzman, die meewerkte aan zowel Stop Making Sense als Turning Point.

## Hitnoteringen

### Nederlandse Top 40
| Hitnotering: 02-03-1985 t/m 11-05-1985 | Hitnotering: 02-03-1985 t/m 11-05-1985 | Hitnotering: 02-03-1985 t/m 11-05-1985 | Hitnotering: 02-03-1985 t/m 11-05-1985 | Hitnotering: 02-03-1985 t/m 11-05-1985 | Hitnotering: 02-03-1985 t/m 11-05-1985 | Hitnotering: 02-03-1985 t/m 11-05-1985 | Hitnotering: 02-03-1985 t/m 11-05-1985 | Hitnotering: 02-03-1985 t/m 11-05-1985 | Hitnotering: 02-03-1985 t/m 11-05-1985 | Hitnotering: 02-03-1985 t/m 11-05-1985 | Hitnotering: 02-03-1985 t/m 11-05-1985 | Hitnotering: 02-03-1985 t/m 11-05-1985 |
| Week:                                  | 1                                      | 2                                      | 3                                      | 4                                      | 5                                      | 6                                      | 7                                      | 8                                      | 9                                      | 10                                     | 11                                     |                                        |
| -------------------------------------- | -------------------------------------- | -------------------------------------- | -------------------------------------- | -------------------------------------- | -------------------------------------- | -------------------------------------- | -------------------------------------- | -------------------------------------- | -------------------------------------- | -------------------------------------- | -------------------------------------- | -------------------------------------- |
| Positie:                               | 38                                     | 26                                     | 17                                     | 12                                     | 10                                     | 9                                      | 7                                      | 7                                      | 9                                      | 14                                     | 21                                     | uit                                    |

### Nationale Hitparade
| Hitnotering: 02-03-1985 t/m 18-05-1985 | Hitnotering: 02-03-1985 t/m 18-05-1985 | Hitnotering: 02-03-1985 t/m 18-05-1985 | Hitnotering: 02-03-1985 t/m 18-05-1985 | Hitnotering: 02-03-1985 t/m 18-05-1985 | Hitnotering: 02-03-1985 t/m 18-05-1985 | Hitnotering: 02-03-1985 t/m 18-05-1985 | Hitnotering: 02-03-1985 t/m 18-05-1985 | Hitnotering: 02-03-1985 t/m 18-05-1985 | Hitnotering: 02-03-1985 t/m 18-05-1985 | Hitnotering: 02-03-1985 t/m 18-05-1985 | Hitnotering: 02-03-1985 t/m 18-05-1985 | Hitnotering: 02-03-1985 t/m 18-05-1985 | Hitnotering: 02-03-1985 t/m 18-05-1985 |
| Week:                                  | 1                                      | 2                                      | 3                                      | 4                                      | 5                                      | 6                                      | 7                                      | 8                                      | 9                                      | 10                                     | 11                                     | 12                                     |                                        |
| -------------------------------------- | -------------------------------------- | -------------------------------------- | -------------------------------------- | -------------------------------------- | -------------------------------------- | -------------------------------------- | -------------------------------------- | -------------------------------------- | -------------------------------------- | -------------------------------------- | -------------------------------------- | -------------------------------------- | -------------------------------------- |
| Positie:                               | 24                                     | 10                                     | 8                                      | 5                                      | 4                                      | 6                                      | 10                                     | 13                                     | 14                                     | 15                                     | 30                                     | 37                                     | uit                                    |

### VlaamseUltratop 50
| Hitnotering: 23-03-1985 t/m 25-05-1985 | Hitnotering: 23-03-1985 t/m 25-05-1985 | Hitnotering: 23-03-1985 t/m 25-05-1985 | Hitnotering: 23-03-1985 t/m 25-05-1985 | Hitnotering: 23-03-1985 t/m 25-05-1985 | Hitnotering: 23-03-1985 t/m 25-05-1985 | Hitnotering: 23-03-1985 t/m 25-05-1985 | Hitnotering: 23-03-1985 t/m 25-05-1985 | Hitnotering: 23-03-1985 t/m 25-05-1985 | Hitnotering: 23-03-1985 t/m 25-05-1985 | Hitnotering: 23-03-1985 t/m 25-05-1985 | Hitnotering: 23-03-1985 t/m 25-05-1985 |
| Week:                                  | 1                                      | 2                                      | 3                                      | 4                                      | 5                                      | 6                                      | 7                                      | 8                                      | 9                                      | 10                                     |                                        |
| -------------------------------------- | -------------------------------------- | -------------------------------------- | -------------------------------------- | -------------------------------------- | -------------------------------------- | -------------------------------------- | -------------------------------------- | -------------------------------------- | -------------------------------------- | -------------------------------------- | -------------------------------------- |
| Positie:                               | 32                                     | 24                                     | 17                                     | 17                                     | 16                                     | 17                                     | 18                                     | 26                                     | 26                                     | 30                                     | uit                                    |

### NPO Radio 2 Top 2000
| Nummer met noteringen in de NPO Radio 2 Top 2000 | '00 | '01 | '02 | '03 | '04 | '05 | '06 | '07  | '08 | '09 | '10 | '11 | '12 | '13 | '14 | '15 | '16 | '17 | '18 | '19 | '20 | '21 | '22 | '23 | '24 |
| ------------------------------------------------ | --- | --- | --- | --- | --- | --- | --- | ---- | --- | --- | --- | --- | --- | --- | --- | --- | --- | --- | --- | --- | --- | --- | --- | --- | --- |
| Slippery People                                  | 448 | 541 | 538 | 637 | 708 | 800 | 703 | 1076 | 744 | 744 | 647 | 602 | 697 | 573 | 409 | 602 | 698 | 699 | 597 | 556 | 528 | 550 | 611 | 575 | 472 |

1. ↑  Een vetgedrukt getal geeft de hoogste notering aan.
2. ↑  2000 was het eerste jaar met een notering voor dit nummer.